# روبرت هارت (سياسي)
روبرت هارت (بالإنجليزية: Robert Hart)‏ هو محامي وسياسي نيوزلندي، ولد في 1814، وتوفي في 16 سبتمبر 1894. انتخب عضو مجلس النواب النيوزيلندي.